# Rose Williams
Rose Victoria Williams (* 18. Februar 1994 in Ealing) ist eine britische Schauspielerin.

## Leben und Karriere
Williams wurde am 18. Februar 1994 in Ealing, geboren. Ihre Mutter arbeitete als Kostümbildnerin und ihr Vater als Gärtner. Schon in ihrer Jugend beschloss sie Schauspielerin zu werden.
Ihr Debüt gab sie 2014 in der Fernsehserie Casualty. Von 2014 bis 2017 spielte sie in Reign mit. Außerdem trat Williams 2019 in Die Medici auf. Im selben Jahr setzte sie ihre Karriere in Changeland fort. 
2021 bekam sie in dem Film The Power eine Hauptrolle. Unter anderem wurde sie 2022 für den Film Mrs. Harris und ein Kleid von Dior gecastet. 2023 wirkte sie in Locked In mit.

## Filmografie
Filme
- 2015: Chicken
- 2016: A Quiet Passion
- 2019: Changeland
- 2021: The Power
- 2022: Mrs. Harris und ein Kleid von Dior
- 2023: Locked In

Serien
- 2014: Casualty
- 2014–2017: Reign
- 2019: Curfew
- seit 2019: Sanditon
- 2019: Die Medici
- 2022: That Dirty Black Bag